# Calocybe gambosa
Calocybe gambosa, sin. Tricholoma georgii, denumită în popor buretele lui Sfântu’ Gheorghe, burete de mai, burete de spin sau nicorete, este o specie saprofită de ciuperci comestibile din încrengătura Basidiomycota în familia Lyophyllaceae și de genul Calocybe. Ea se poate găsi în România, Basarabia și Bucovina de Nord prin pajiști și pășuni de munte, tufișuri, parcuri, la margini de pădure și luminișuri (mai rar în  păduri de conifere), crescând în „cercuri de vrăjitoare”, semicercuri în formă de potcoavă sau șiruri lungi. Ea apare timpuriu cum indică și numele (ziua lui Sfântul Gheorghe = 23 aprilie), cam des din aprilie până iunie (mai rar din iulie până în septembrie, chiar octombrie). Specia a fost descrisă pentru prima oară de Elias Magnus Fries în volumul 1 al trilogiei sale Systema Mycologicum din anul 1821.

## Descriere

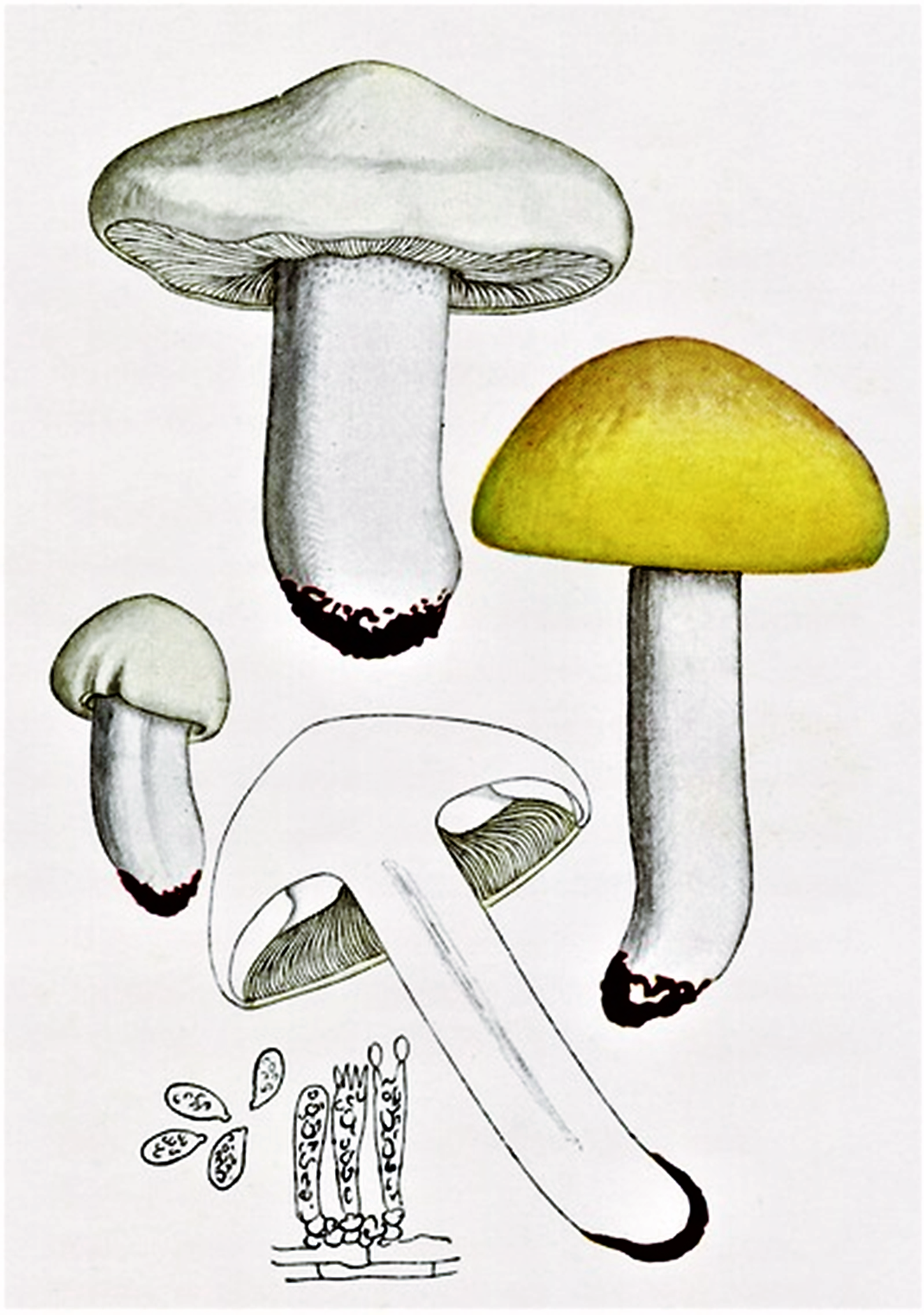
Bres.: T. georgii

Ordinul Agaricales este de diversificare foarte veche (între 178 și 139 milioane de ani), începând din timpul perioadei geologice în Jurasic în diferență de exemplu cu genul Boletus (între 44 și 34 milioane de ani).
- Pălăria: are un diametru de 4-10 (15) cm, este cărnoasă, inițial convexă cu marginea răsfrântă spre picior și apoi aplatizată, cu marginea ondulată, deseori crestată, la bătrânețe cu rupturi. Cuticula este netedă și fără luciu. Culoarea ei variază, de la alb-crem până la gälbui, căprui sau gri-ruginiu.
- Lamelele: sunt de obicei aglomerate, înghesuite, rotunzite până bulboase, de culoare la început albă, mai târziu cremoasă.
- Piciorul: este destul de scurt cu o lungime de 3-8 cm și o grosime de până la 4 cm, fiind cilindric (câteodată ușor îndoit), fără manșetă, plin, fibros și de culoare albuie. Tulpina este  mai voluminoasă la bază dar fără a fi bulboasă.
- Carnea: este albă, destul de tare, cărnoasă și groasă. Ciuperca are un miros de faină proaspătă sau de castravete (care dispare după fierbere) și un gust plăcut.[9][6][10]
- Caracteristici microscopice: are spori slab elipsoidali în formă pară, netezi și hialini (translucizi), având o mărime de 5–6,5 × 3–3,5 microni. Pulberea lor este albă. Basidiile pediculate cu 2-4 sterigme fiecare sunt clavate, măsurând 25-30 x 5-7 microni. Cistidele (elemente sterile situate în stratul himenal sau printre celulele din pielița pălăriei și a piciorului, probabil cu rol de excreție) cu catarame, de mărime și aspect asemănător, sunt rotunjite la vârf.[11]
- Reacții chimice: Buretele se decolorează cu anilină repede în roșu de vin, devenind apoi mai închis și maro, cu fenol roz, cu Hidroxid de potasiu ocru și cu tinctură de Guaiacum verde-albăstrui.[12]

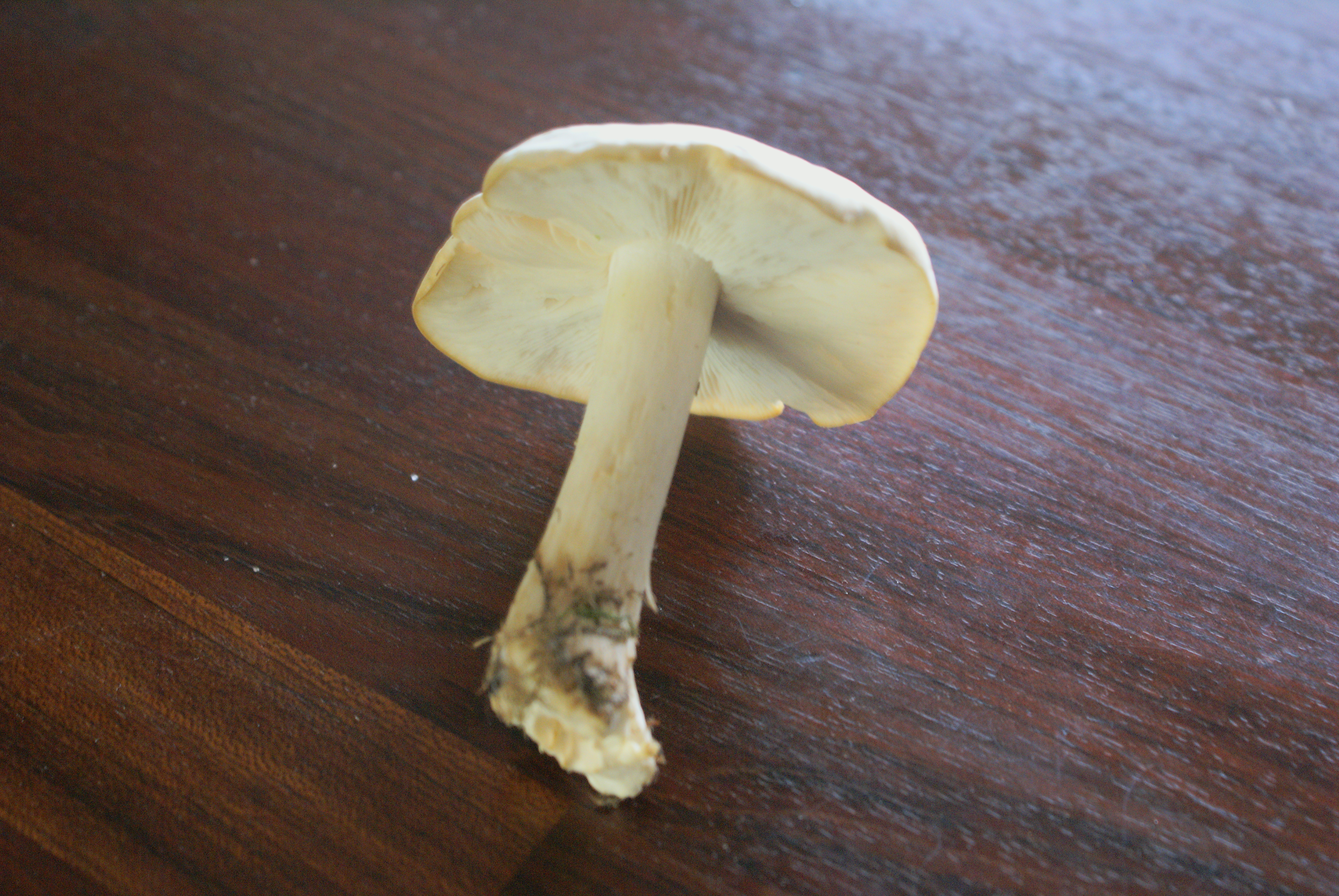
C. gambosa, lamele
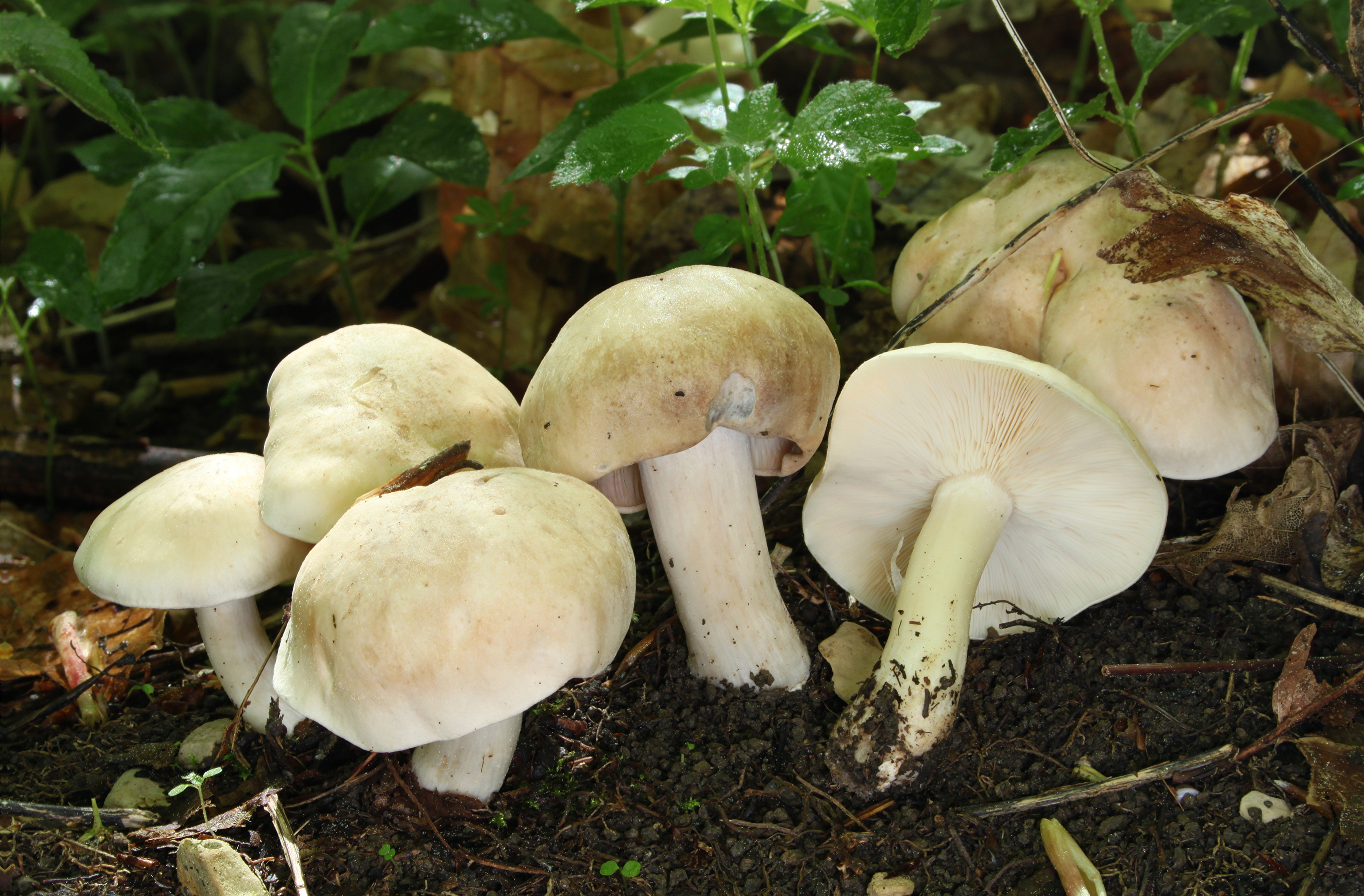
C. gambosa tineri
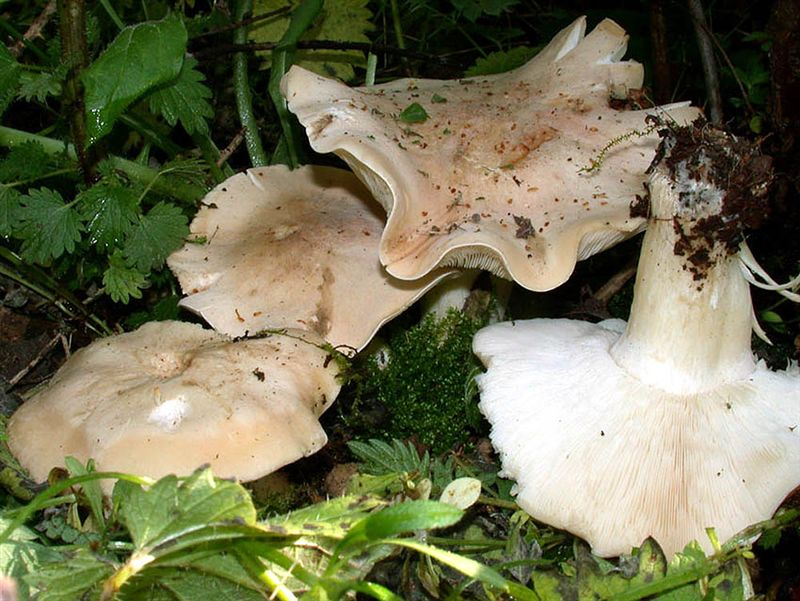
C. gambosa bătrâni
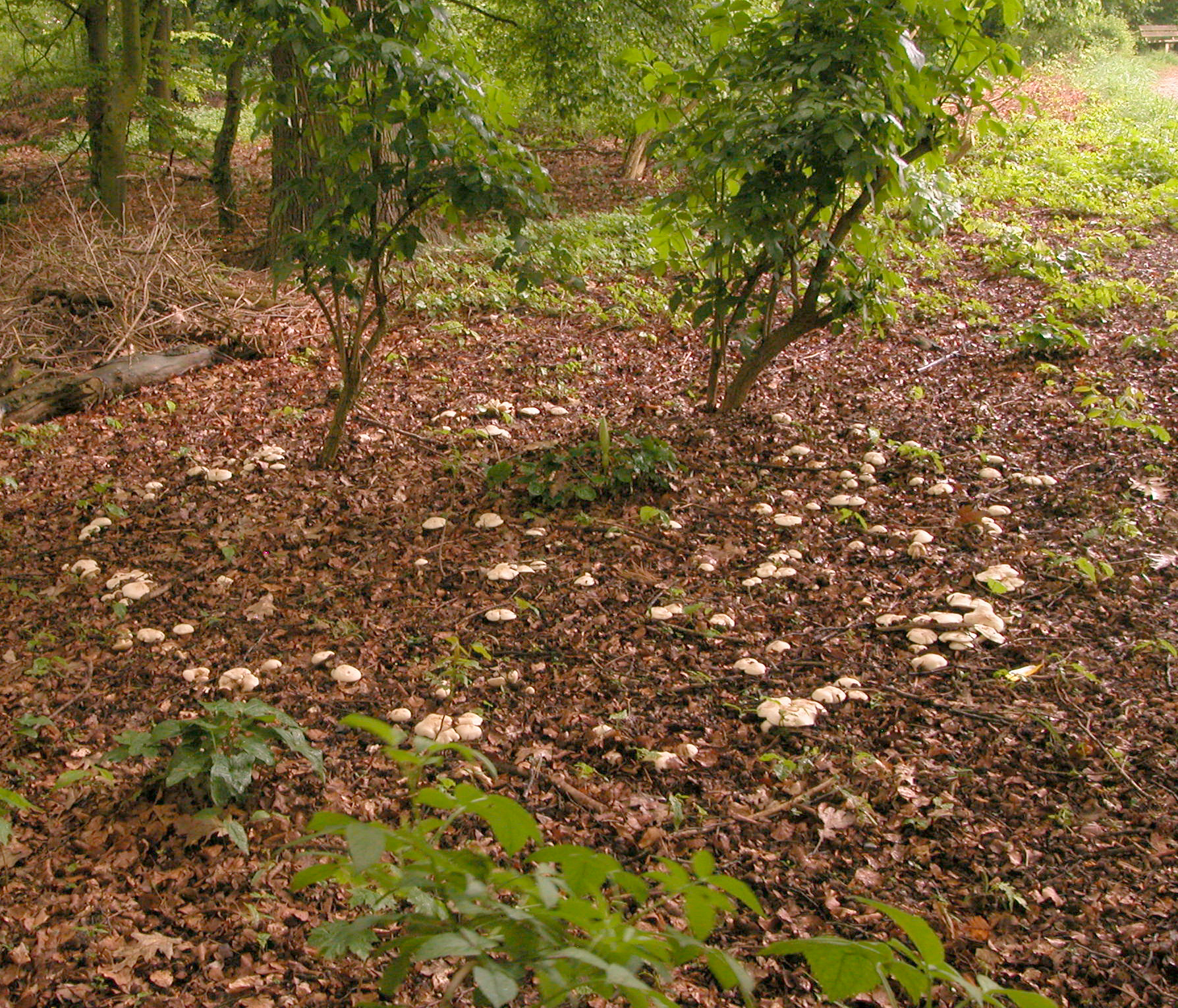
C. gambosa, cerc de vrăjitoare

## Confuzii
Există mai mulți bureți  care în special în tinerețe pot fi confundați cuTricholoma georgii.

### Confuzii cu bureți comestibili
- Agaricus arvensis are o pălărie albă și lamele la început gri-gălbuie, la bătrânețe maro spre negru, niciodată de roz curat. Ciuperca are un miros de anason și se dezvoltă în păduri, prin ogoare, pajiști și pășuni (mai-septembrie). Burete foarte gustos.[16]
- Clitocybe gibba este mai slăbicios, miros de [migdal|migdale amare]]. Gustos.[17]
- Clitocybe clavipes sin. Ampulloclitocybe clavipes (comestibil, dar otrăvitor cu alcool, miros de ciuperci, slab fructuos),[18]
- Clitopilus prunulus este mai mic, cu pălărie albă și lamele care devin deja după scurt timp rozalii. Buretele are un miros articulat de făină proaspătă. Crește prin păduri și pajiști (iunie-septembrie). Burete gustos.[19]
- Hygrophorus nemoreus[20]
- Hygrophorus pudorinus (comestibil, de valoare culinară foarte scăzută),[21]
- Leucocybe connata sin. Clitocybe connata, Lyophyllum connatum  (comestibil, saprofit),[22]
- Tricholoma columbetta este tare asemănător, având lamele albe, câteodată cu nuanțe de roz, nu decurente la picior care se dezvoltă preferat în păduri de foioase, apărând de abia în august.[23]
- Tricholoma goniospermum sin. Tricholosporum goniospermum are la început o cuticulă alb-gălbuie, apoi gri-ruginie până la violet deschis cu lamele de aceiași culoare precum miros intensiv de faină proaspătă. Crește prin păduri și pajiști foarte des (mai-octombrie). Burete prea gustos.[24]

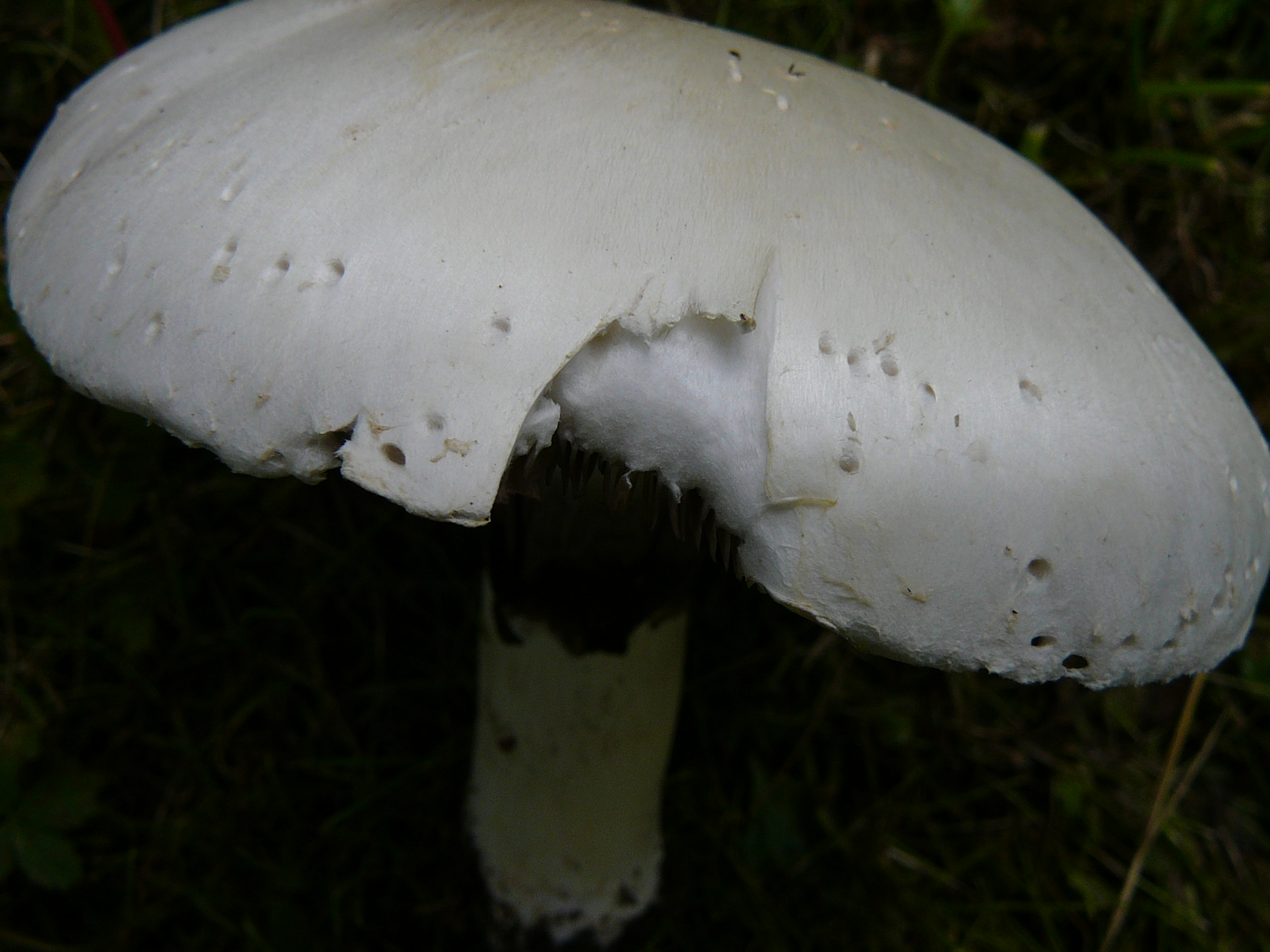
Agaricus arvensis
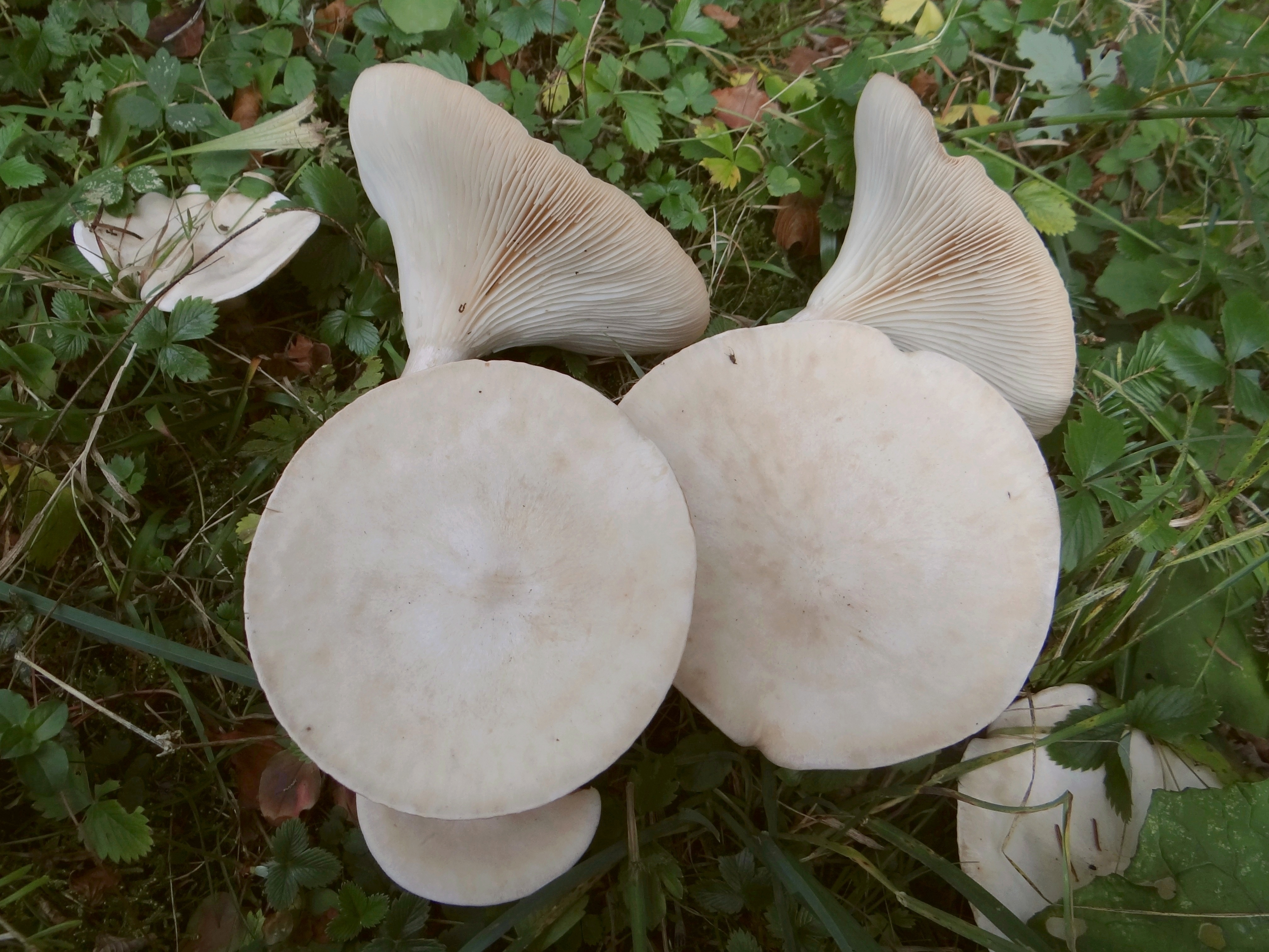
Clitocybe gibba
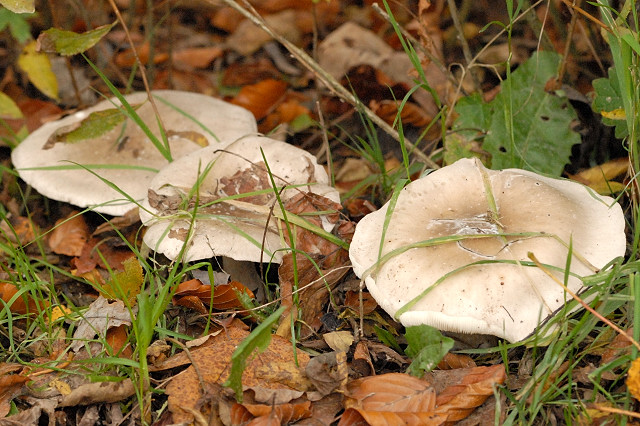
!Clitocybe clavipes sin. Ampulloclitocybe clavipes!
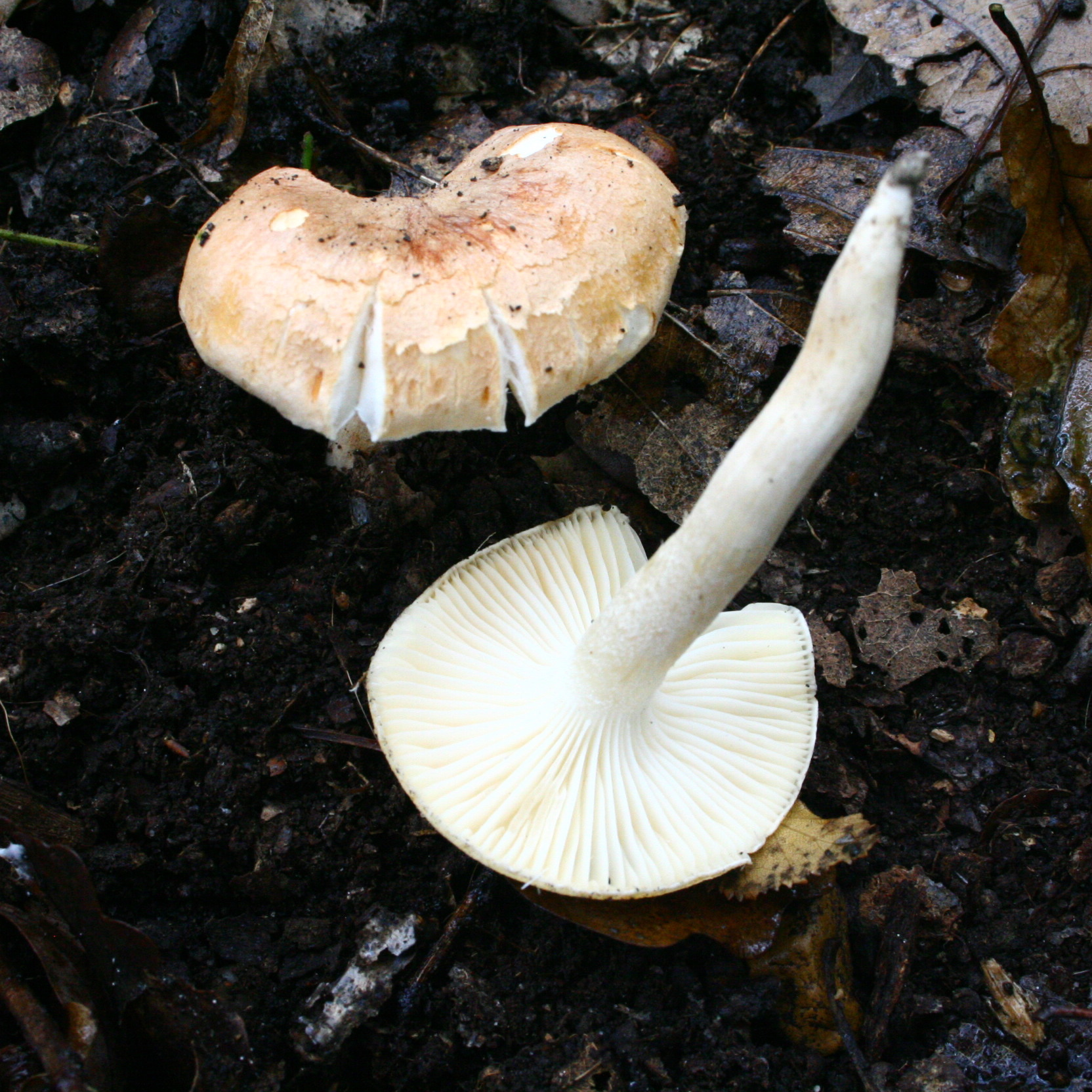
Hygrophorus nemoreus
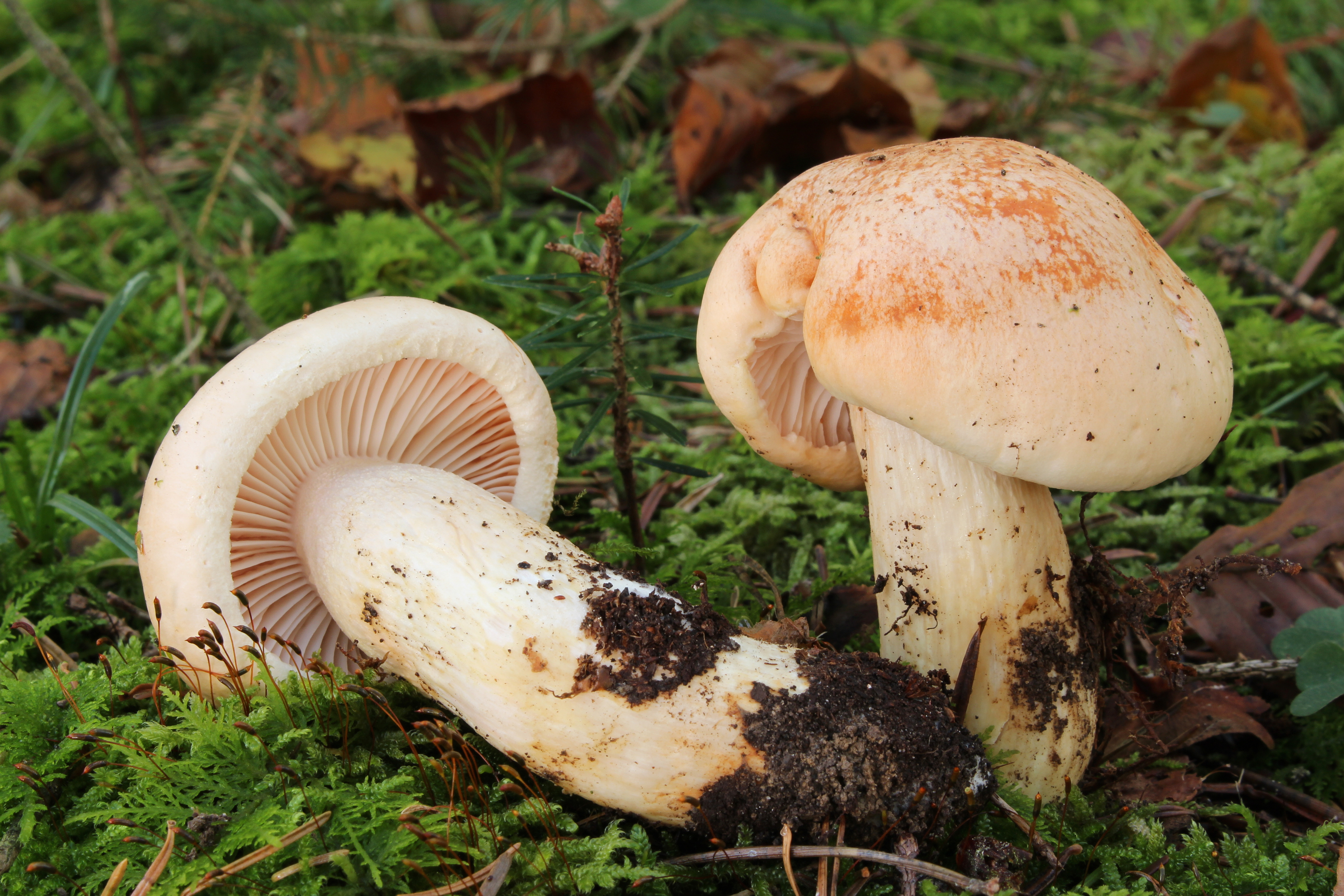
Hygrophorus pudorinus

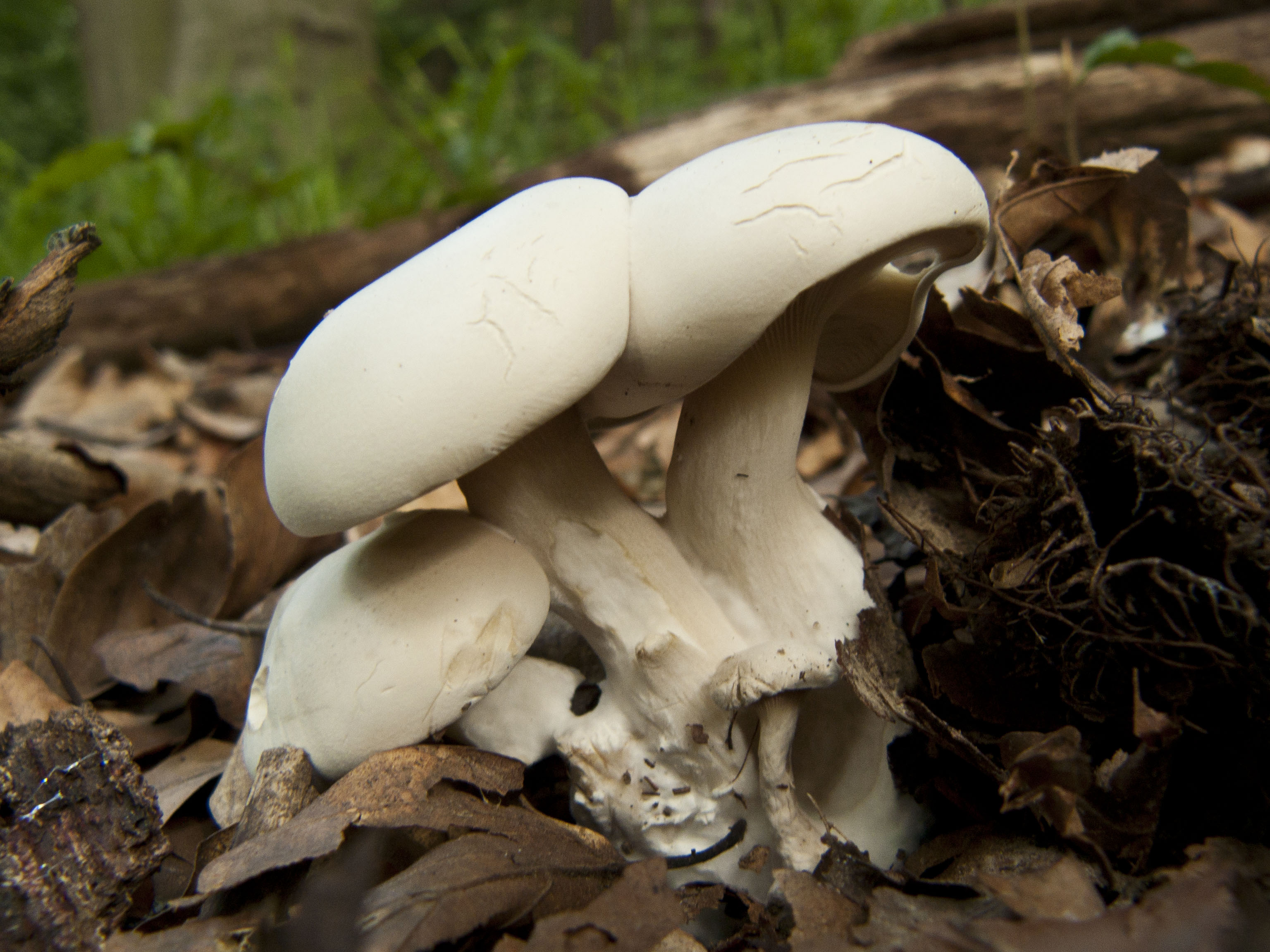
Clitopilus prunulus
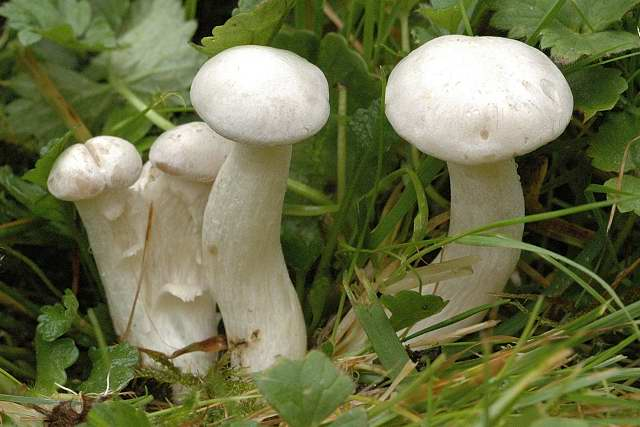
Leucocybe connata sin. Clitocybe connata, Lyophyllum connatum
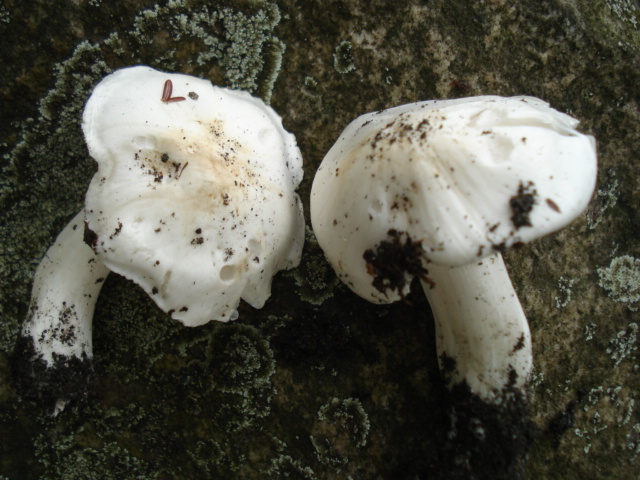
Tricholoma columbetta

### Confuzii cu bureți otrăvitori
- Clitocybe dealbata (Pâlnioară de fildeș), crește pe același locuri ca buretele de mai sus, dar este ceva mai mică. Ea se dezvoltă tot în „cearcăne de vrăjitoare” dar de abia din iulie. Carnea miroase și ea ca faină proaspătă, având un gust plăcut un pic ca  coaja de castraveți. O probă trebuie să fie scuipată imediat. Burete tare otrăvitor![25]
- Clitocybe phyllophila, sin. Clitocybe cerussata, se dezvoltă în același locuri ca buretele de mai dar este ceva mai mică. Carnea miroase aromatic-dulce, având un gust plăcut. La bătrânețe amărui. Buretele conține o doză mare de muscarină. O probă trebuie să fie scuipată imediat. Burete tare otrăvitor![26]
- Entoloma sinuatum sin. Rhodophyllus sinuatus (Ciuperca pieptănușului), cărei carne albă miroase în tinerețe tot ca faină proaspătă, apoi, deja devreme, râncedă și respingătoare. Ea se poate deosebii și prin lamelele ei care sunt la început de culoare albui-gălbuie, schimbând repede spre roz și roșu de somon. Pălăria  nu este fără luciu, ci strălucește mătăsos. Important de pomenit este, că acest burete se dezvoltă (tot în „cearcăne de vrăjitoare”) cu preferință în păduri de foioase pe sol de argilă acru sau calcaros. Burete tare otrăvitor! [27]
- Inocybe erubescens sin. Inocybe patroullardii (Burete cărămiziu), crește în același locuri. În tinerețe este foarte asemănătoare, dar își schimbă culoarea curând spre roșu-maro iar lamelele spre maroniu. Carnea este în pălărie gălbuie și schimbă, ca și cea a piciorului culoarea câtva timp după tăierea de-a lungul în roșu de cărămidă. Mirosul nu est de faină proaspătă, ci fructuos-spirituos. Burete mortal![28]
- Inocybe geophylla, este foarte otrăvitoare, are lamele albicioase, mai târziu ocru-maronii, nu decurente la picior și cu un miros tipic foarte dezgustător. Ea conține o doză mare de muscarină).[29]

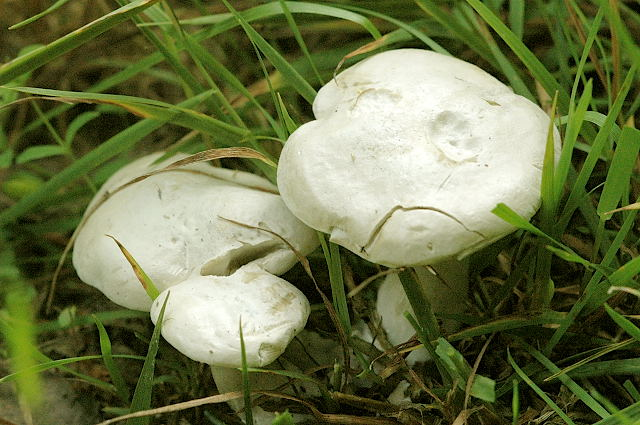
!!!Clitocybe.dealbata!!!
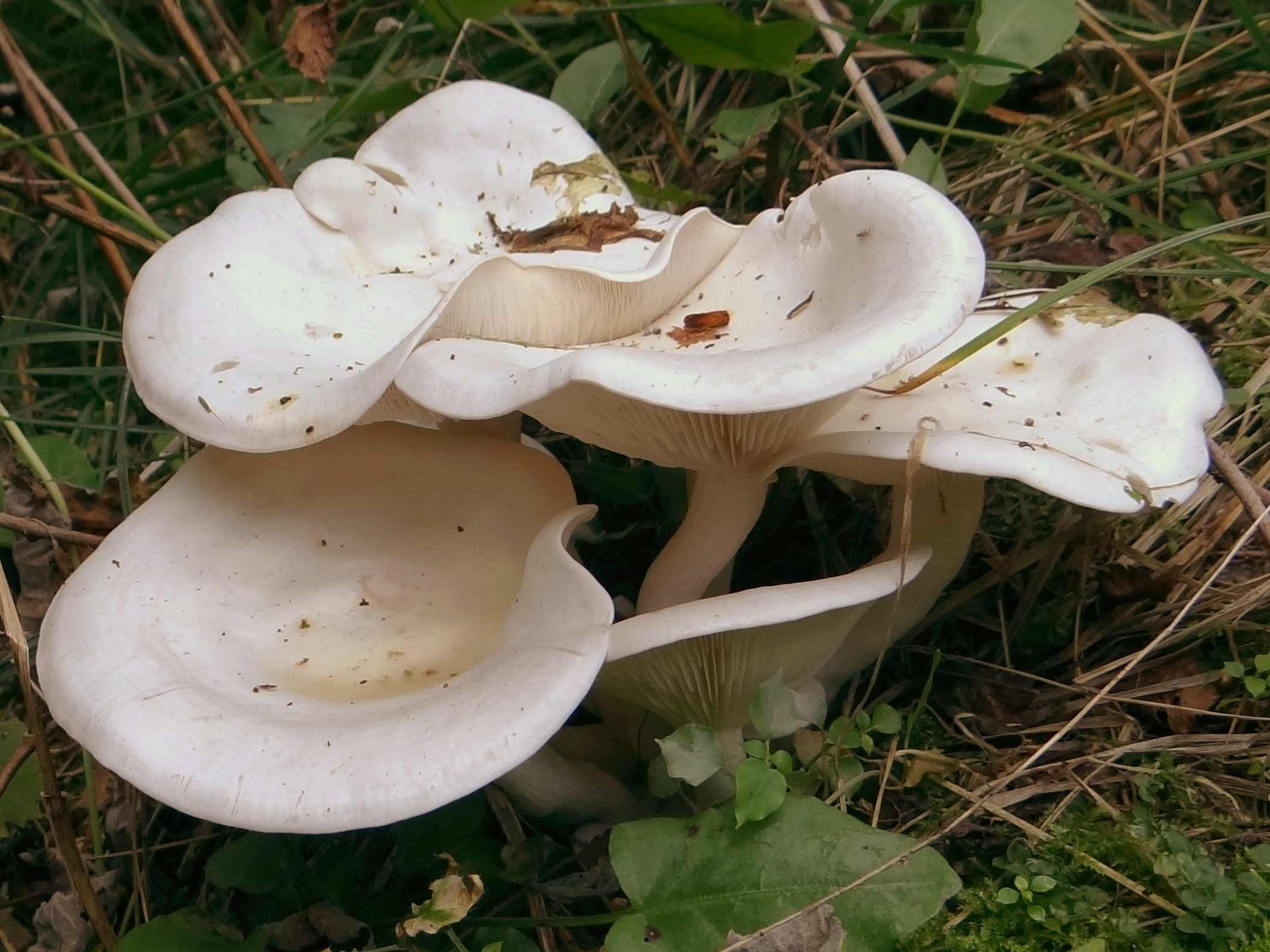
!!Clitocybe phyllophila!!
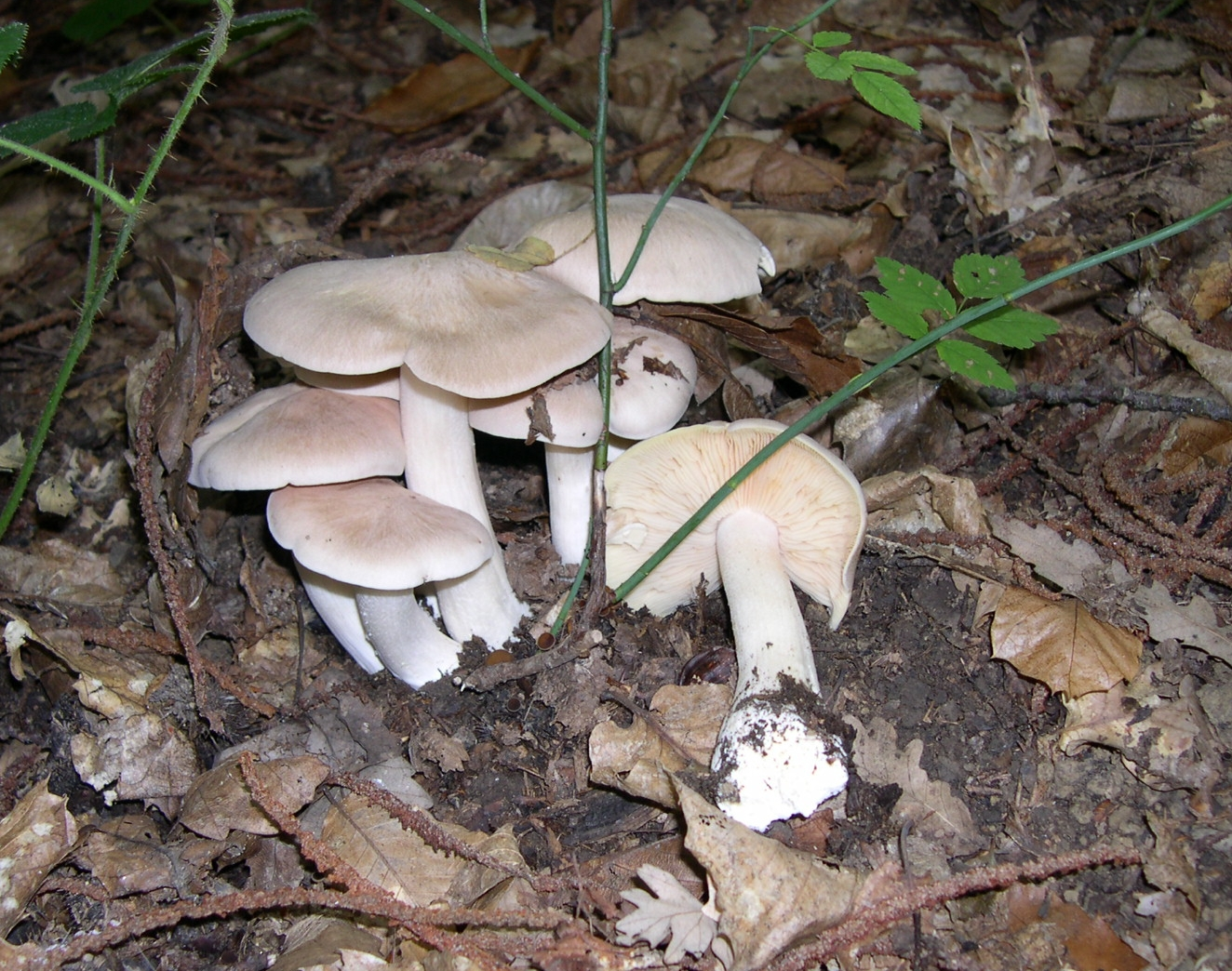
!!Entoloma sinuatum!!
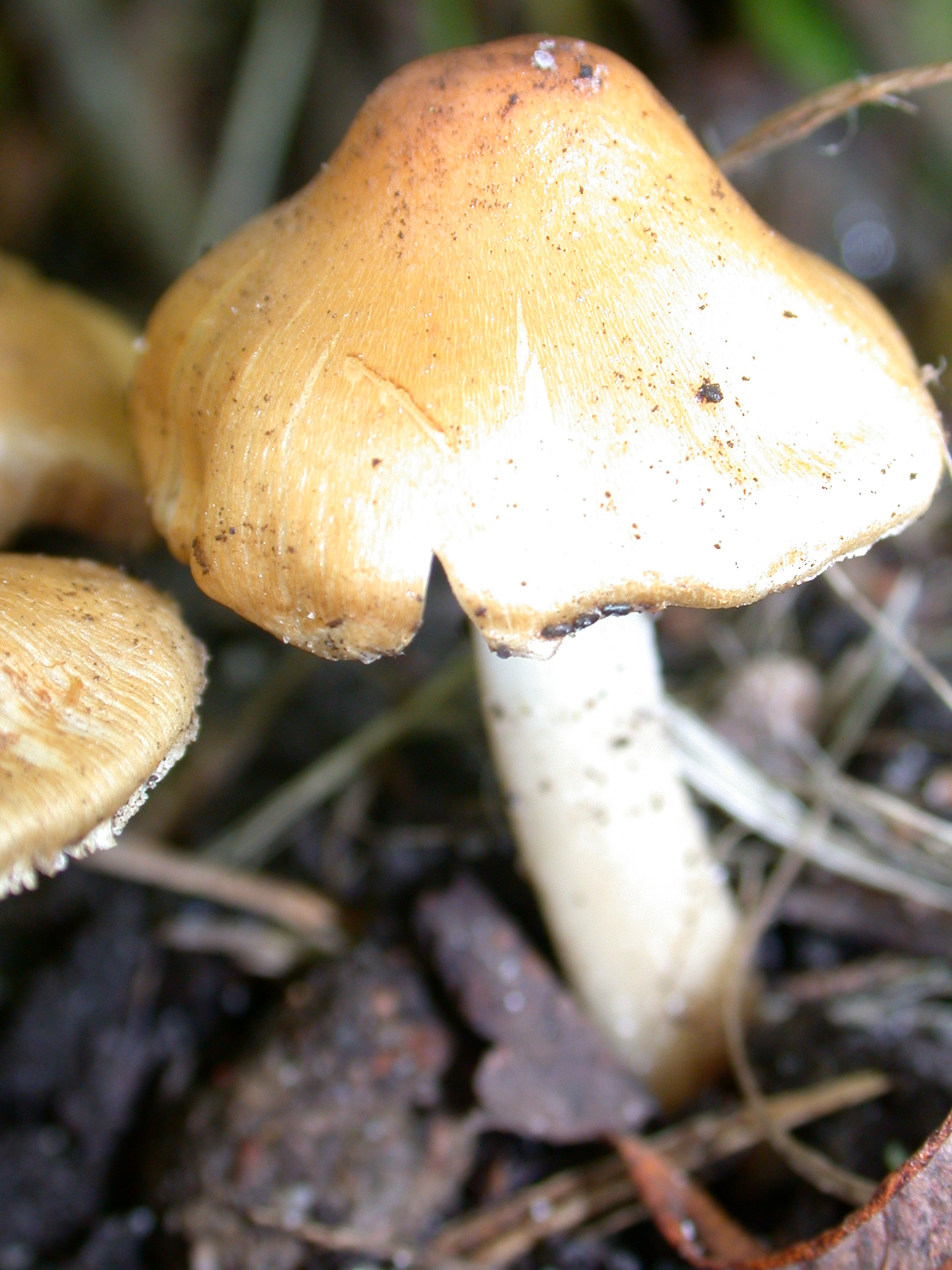
!!!Inocybe erubescens sin. patouillardi!!!
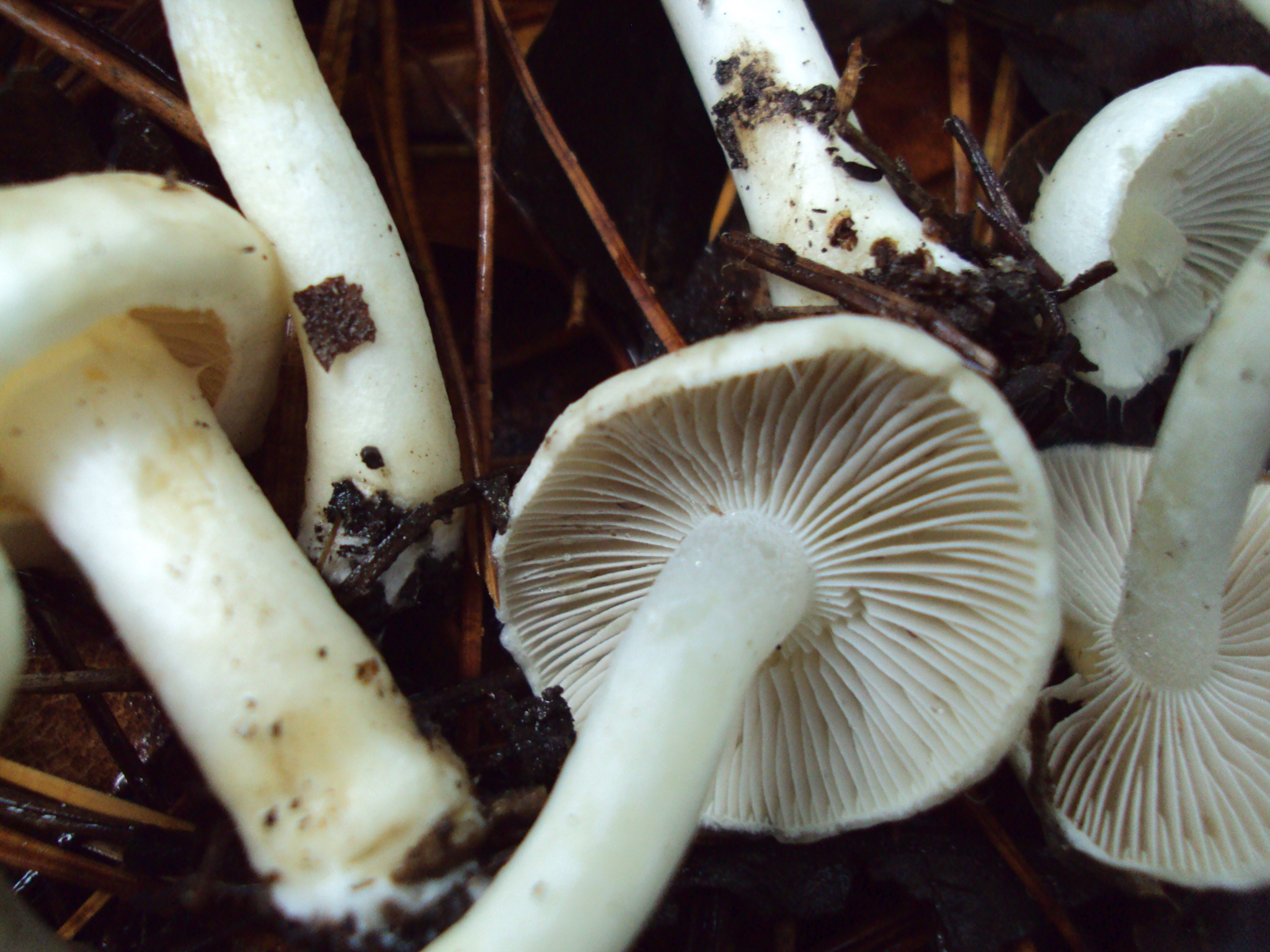
!!Inocybe geophylla!!

## Valorificare

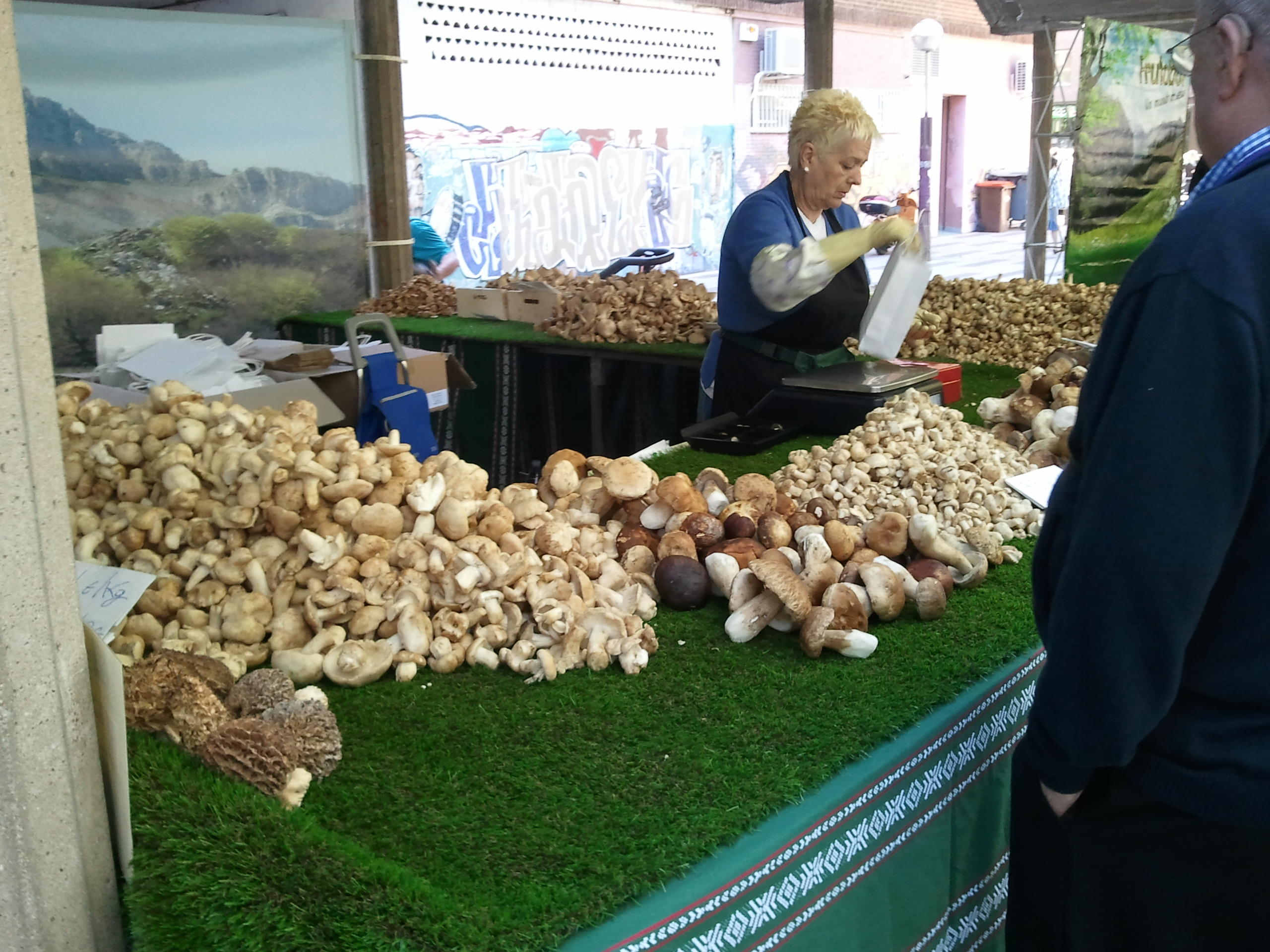
C. gambosa la piață

Buretele lui Sfântu’ Gheorghe se consumă cel mai bine proaspăt. Astfel el poate fi preparat ca ciulama de ciuperci cu smântâna sau într-o salată cu cașcaval și iaurt, mai departe ca sos la un fileu de pește (de exemplu cod), într-un gratinat cu roșii, ceapă și brânză, într-un sos cu carne tocată și usturoi la macaroane sau ca partea unui pateu de ciuperci.
Buretele de mai este vândut în multe țări în cantități mari la piață.
Dați seama că această specie poate fi confundată cu unele extrem de toxice.